# Barbizon
Barbizon (pronuncia francese /baʁ.bi.zɔ̃/) è un comune francese di 1 465 abitanti situato nel dipartimento di Senna e Marna nella regione dell'Île-de-France.

## Storia
Tra il 1830 e il 1870 il piccolo paese fu luogo eletto da un gruppo di pittori paesaggisti del realismo francese, quali Théodore Rousseau, Jean-François Millet, Jean-Baptiste Camille Corot, Albert Charpin e altri, che diedero vita alla cosiddetta Scuola di Barbizon.